# Romoaldo Braschi-Onesti
Romoaldo Braschi-Onesti (Cesena, 19 de julho de 1753 - Roma, 30 de abril de 1817) foi um cardeal, sobrinho do Papa Pio VI.

## Biografia

### Os primeiros anos e o início de sua carreira eclesiástica
Nasceu em Cesena em 19 de julho de 1753, filho do conde Girolamo Onesti, marquês de Baldacchino, e de Giulia Braschi, irmã do cardeal Giovanni Braschi, futuro Papa Pio VI. Seu irmão era Luigi Braschi-Onesti, comandante da guarda papal e primeiro prefeito de Roma na era napoleônica. Depois de completar seus primeiros estudos em Ravenna, no Collegio dei Nobili, foi chamado a Roma em maio de 1778 por seu tio cardeal, que entretanto se tornara pontífice. No mesmo ano, graças ao patrocínio de seu parente poderoso, foi iniciado na carreira eclesiástica e nomeado delegado apostólico na França, com a tarefa de entregar o chapéu cardinalício aos novos cardeais franceses Rochefoucauld e Rohan.
Nessa ocasião, estimando-o pelo seu profissionalismo e pelo seu papel de sobrinho do pontífice (portanto tendo em vista as relações futuras e amistosas com o Estado Pontifício), Luís XVI atribuiu-lhe a abadia de Chaage na diocese de Meaux, com anexo de uma renda anual de 5.000 escudos.
Após retornar a Roma, em 5 de setembro de 1779, Braschi-Onesti foi recompensado por seu tio pelo sucesso da missão com a nomeação como árbitro do Supremo Tribunal da Assinatura Apostólica e em 1780 foi nomeado mordomo e prefeito dos palácios sagrados, cargo que dirigiu o suntuoso casamento de seu irmão Luigi, celebrado por seu tio na Capela Sistina no ano seguinte. Em 1782, por ocasião da viagem de Pio VI a Viena, recebeu o testamento do tio e em 1784 foi nomeado Grão-Prior da Ordem de Malta em Roma, obtendo a condecoração de Grã-Cruz da Ordem dos Santos Maurício e Lázaro pelo rei da Sardenha Vítor Amadeu III da Sardenha.

### Cardeal sobrinho
O Papa Pio VI elevou-o ao posto de cardeal no consistório de 18 de dezembro de 1786 e até a nomeação do cardeal Diego Innico Caracciolo ele era o mais jovem cardeal italiano. Em 5 de janeiro do ano seguinte foi nomeado secretário dos Breves Segredos, obtendo a diaconia de San Nicola in Carcere em 1787 (após receber um indulto em 14 de dezembro daquele ano, isentou-o da obrigação de receber ordens menores). Apesar de ser sobrinho do Papa, em qualquer caso, nunca aproveitou esta posição para exercer influência política mesmo dentro do colégio cardinalício, tanto por falta de talentos como por aspirações pessoais, mantendo um certo distanciamento da vida mundana da Roma tardia. século.
Em 1797, Pio VI confiou-lhe a tarefa de transferir a corte papal para Gaeta no caso de uma invasão francesa, mas ao chegar ao convento de Santa Chiara em Nápoles não pôde regressar a Roma porque em fevereiro de 1798 os franceses já tinham ocupava Roma e já não era saudável que um cardeal regressasse num momento tão difícil. Quando a situação piorou após a morte de Pio VI em Valência em 1799, Braschi-Onesti participou do primeiro conclave para a reeleição do pontífice realizado no convento de San Giorgio Maggiore.

### Após a morte de Pio VI
Como neto do último pontífice, aqui Romoald assumiu uma posição fixa sobre os novos candidatos a propor mas sem sucesso, primeiro devido à oposição dos outros cardeais e depois devido à oposição do Imperador. Finalmente, graças ao trabalho de Ercole Consalvi, a escolha recaiu sobre Gregorio Barnaba Chiaramonti de Cesena, compatriota e amigo pessoal de Braschi-Onesti, eleito com o nome de Papa Pio VII em 14 de março de 1800.
Pelo apoio dado ao Papa recém-eleito, após regressar a Roma, foi nomeado membro da Congregação para a Reforma Económica que tinha a missão de fortalecer as finanças do Estado após o período napoleónico. Em 22 de dezembro de 1800 foi nomeado Camerlengo da Santa Igreja Romana e a partir desta posição tentou, sem sucesso, opor-se à liberalização do comércio interno dentro do Estado Papal, abolindo o protecionismo. Esta oposição foi ditada pela perda de alguns impostos que eram devidos ao seu colégio e dos quais beneficiou parcialmente, a tal ponto que decidiu em protesto renunciar a 10 de novembro de 1801 e retomar as funções de secretário dos Breves Latinos.
Em 1804, Braschi-Onesti esteve em Paris junto com o pontífice para assistir à cerimônia de coroação de Napoleão Bonaparte e desempenhou o papel de diácono durante a celebração. Em 1809, depois que os franceses anexaram Roma diretamente ao Império, Braschi-Onesti foi forçado a partir para sua cidade natal e permaneceu em Cesena até a restauração do Papa.

### O retorno a Roma e os últimos anos
Romoaldo Braschi-Onesti morreu em Roma em 30 de abril de 1817, aos 64 anos, deixando 10.000 escudos para a construção do monumento na Basílica de São Pedro dedicado a seu tio, o Papa Pio VI, que foi confiado ao premiado escultor Antonio Canova.
Seus restos mortais foram enterrados na capela de Madonna della Clemenza, no Panteão.